# Crew Dragon Grace
Crew Dragon Grace (C213) je pátá a poslední kabina kosmické lodi Crew Dragon, vyrobená společností SpaceX a využívaná mimo jiné NASA k dopravě astronautů na Mezinárodní vesmírnou stanici (ISS) v rámci programu komerčních letů s posádkou (Commercial Crew Program).

## Historie
SpaceX v listopadu 2022 oznámila, že vyrobí pátou kabinu Crew Dragon, aby zajistila možnost provést tolik letů, kolik si budou zákazníci přát. Dokončena měla být v roce 2024. NASA i v lednu 2024 počítala s dokončením v témže roce a ještě v červenci 2024 to potvrzovala – s tím, že v únoru 2025 na misi SpaceX Crew-10 poletí nová kabina C212, která byla v té době v závěrečné etapě výroby v továrně SpaceX v Hawthone v Kalifornii a měla být brzy odeslána na Floridu k finálním přípravám před startem. Dva týdny před koncem roku 2024 však agentura uvedla, že nový Crew Dragon na kosmodrom dorazí až v lednu, a proto rozhodla o odkladu startu Crew-10 nejdříve na konec března, aby poskytla výrobci dodatečný čas na dokončení kosmické lodi. Velkou změnu plánů pak přinesl 11. únor 2025, kdy NASA oznámila, že po dohodě se SpaceX vymění nominace lodí na dva nadcházející lety, takže misi Crew-10 obslouží kabina C210 Endurance jako své čtvrté použití, a premiérovým letem kabiny C213 bude dvoutýdenní komerční návštěva 4 astronautů na ISS Axiom Mission 4 v dubnu 2025. Manažer NASA Bill Gerstenmaier později vysvětlil, že k odkladům a následné výměně vedly problémy s bateriemi v nové lodi, jejichž výměna si vyžádala mnoho demontážních prací uvnitř kabiny.

## Pojmenování
Volbu pojmenování Grace (česky Elegance) pro novou loď C213 zveřejnila 25. června 2025 velitelka první mise, astronautka Peggy Whitsonová, krátce poté, co se svou posádkou v kosmické lodi dosáhla oběžné dráhy Země.

## Lety
| Mise            | Znak | Start (UTC)               | Přistání (UTC)              | Posádka                                                               | Délka                           | Výsledek | Poznámka                                                                  |
| --------------- | ---- | ------------------------- | --------------------------- | --------------------------------------------------------------------- | ------------------------------- | -------- | ------------------------------------------------------------------------- |
| Axiom Mission 4 |      | 25. června 2025, 06:31:53 | 15. července 2025, 09:31:36 | Peggy Whitsonová Šubanšu Šukla Sławosz Uznański-Wiśniewski Tibor Kapu | dosud 20 dní, 3 hodiny, 0 minut | Úspěšná  | Devatenáctá mise lodi Crew Dragon. Čtvrtý let programu Axiom Space k ISS. |